# Regiment Carabiniers Prins Boudewijn - Grenadiers

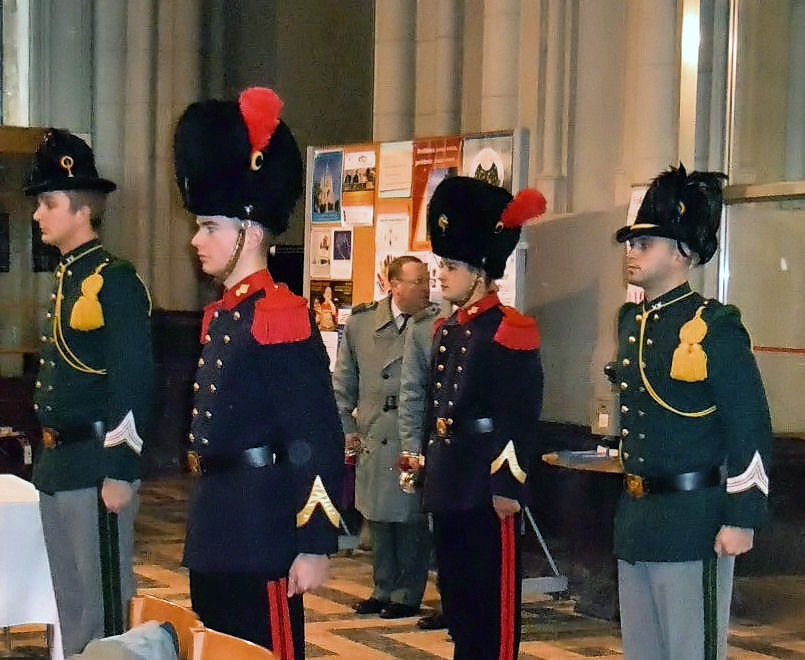
Carabiniers (groene jas) en grenadiers (berenmuts) tijdens een herdenkingsdienst voor prins Boudewijn

Lichte Bataljon 1ste Carabiniers Prins Boudewijn - Grenadiers is een Belgisch Nederlandstalig infanterie-regiment, gekazerneerd in Leopoldsburg. Ze zijn te herkennen aan hun berenmuts.

## Geschiedenis
Het regiment werd opgericht na de samenvoeging van de oorspronkelijke grenadiers. Deze werden gesticht door koning Leopold I. Op 27 juni 1992 fusioneert het 1e regiment Grenadiers met het regiment Carabiniers Prins Boudewijn en vormt vanaf dan het Regiment Carabiniers Prins Boudewijn-Grenadiers, ook karpatten genoemd (de bijnaam van de oorspronkelijke Carabiniers). Deze Nederlandstalige eenheid heeft haar thuisbasis in Leopoldsburg en is vernoemd naar prins Boudewijn van België, die bij de Grenadiers en Carabiniers diende. De grenadiers hebben een bijzondere band met de Belgische koninklijke familie. Niet alleen is hun regiment vernoemd naar prins Boudewijn, ze hebben verschillende opdrachten in opdracht van het Belgische hof. Ze hebben de eer het commandovaandel van de koning te presenteren op Koningsdag en de verjaardag van de koning. Ook begroeven zij het stoffelijk overschot van koning Albert I, koning Leopold III, koningin Elisabeth en koningin Astrid. Daarnaast worden de grenadiers ook ingezet bij de paleiswacht te Brussel. Ter gelegenheid van de eedaflegging van prins Boudewijn organiseerden de grenadiers verschillende feestelijkheden voor het regiment. Op 17 december 1892 legde prins Albert, zijn broer ook de eed af in het bijzijn van de gehele koninklijke familie. Tot 1913 beschikten de Carabiniers onder meer over twee compagnieën elite-jagers. Huidig behoren de Carabiniers of Karpatten tot de reguliere infanterie-eenheden van de Landcomponent.

### Uniform
Het historisch hoofddeksel van de Grenadiers, de berenmuts, vindt zijn oorsprong in de XVIIde  eeuw, daar de Grenadiers bij het granaatwerpen veel hinder ondervonden van de toen algemeen gedragen, breedgerande hoeden. Men ging dan ook vrij snel over tot een smalle muts. En omdat men op de lichaamslengte lette, gaf men deze muts een lange vorm. Zo kwam men bij de mijter, die later in veel legers met berenhuid werd bekleed; en de berenmuts, die in de meeste legers van die tijd het hoofddeksel van de Grenadiers werd, ontstond. Het historisch uniform van de Carabiniers leek zeer sterk op dit van de eenheden Jagers te Voet doch het hoofddeksel week hier vanaf. De Carabiniers droegen tot in de 1e W.O. de Corsicaanse hoed met 1 omhoog geslagen zijkant. Deze hoed namen ze over van de Partizanen van Capiaumont (die aan het oorspronkelijke 1e Regiment Jagers te Voet werden toegevoegd en mee een van de eenheden was die de Carabiniers vormden).
Het oude parade-uniform wordt nog gedragen tijdens staatsceremoniën, en representatieve diensten. De grenadiers hebben ook het voorrecht verkregen op het dragen van de nestels van de Leopoldsorde. Dit als erkenning voor de slag bij Steenstrate. De paarse nestels worden nog steeds gedragen, in het gewoon uniform en in het parade-uniform.

## Organisatiestructuur

### Organisatie van het Pantserinfanteriebataljon
- een Staf- en dienstencompagnie met de traditionele diensten en logistieke pelotons,
- DRIE Pantserinfanteriecompagnies met elk: 
  - DRIE Pelotons Pantserinfanterie op AIFV.
- en een Steuncompagnie met:
  - een Peloton antitank op AIFV Milan,
  - een Peloton Verkenners op CVRT,
  - Peloton tankjagers
  - en een Peloton Mortieren 4″2.

### Marsen
Zoals alle Belgische regimenten hebben ook de grenadiers en Carabiniers hun eigen traditionele parademarsen. Deze worden nog steeds gespeeld.
- Bender, Constant: Mars van het Eerste Regiment Grenadiers
- Onbekend: Mars van het Tweede Regiment Grenadiers

### Bekende grenadiers
- Koning Leopold II

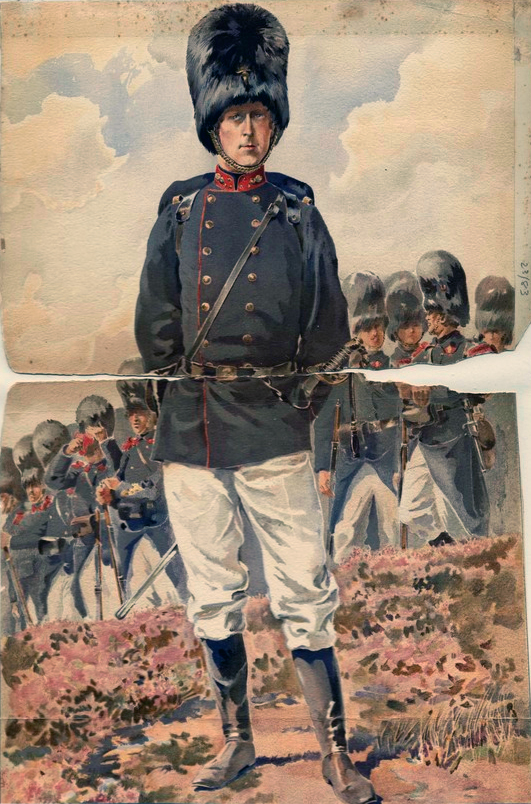
Kroonprins Albert, als kolonel bij de grenadiers, met beremuts, na de dood van zijn broer Prins Boudewijn in 1897.

- Koning Albert I , sinds eedaflegging in 1886, tot 1904
- Prins Amedeo, aartshertog van Oostenrijk
- Graaf Pierre d'Alcantara de Querrieu, gedeporteerd
- Graaf de Hemptinne, gedeporteerd
- Graaf de Grunne, gedeporteerd
- Baron Willy Coppens de Houthulst, Belgische vliegheld (aas)
- Baron Alfred Van der Smissen, Commandant van het 1ste Regiment Grenadiers, 1870-1875 en Vleugeladjudant van Koning Leopold II
- Baron Francis Dhanis, Kapitein-Commandant bij het 1ste Regiment Grenadiers
- Ridder de Hontheim, Kolonel
- Jhr. Albert Lantonnois van Rode, commandant 1ste regiment Grenadiers (1905–1908)
- Robert Kaeckenbeek, verzetsheld en oprichter Weerstanders Grenadiers van het geheime leger, vermoord in Mauthausen.

Oorspronkelijk gekazerneerd in Brussel in de Prins Albert Kazerne, bevindt zich hun thuisbasis nu in Leopoldsburg. Het regiment werd vernoemd naar Prins Boudewijn, bij Koninklijke Besluit van 21 juli 1930 van koning Albert. Vandaag zijn er ongeveer 600 grenadiers, waarvan 6 vrouwen in dienst.